# Colin Hickey
Colin Edward Hickey (* 3. Juli 1931 in Fairfield; † 13. Januar 1999) war ein australischer Eisschnellläufer.

## Werdegang
Hickey, der als Holzfäller tätig war, zog im Alter von 18 Jahren nach Norwegen und startete international erstmals bei den Olympischen Winterspielen 1952 in Oslo, wo er den 30. Platz über 1500 m, den 29. Platz über 500 m und den 28. Platz über 5000 m errang. In den folgenden Jahren kam er bei der Mehrkampf-Weltmeisterschaft 1955 in Moskau auf den 21. Platz im Großen Vierkampf, bei der Mehrkampf-Weltmeisterschaft 1956 in Oslo auf den 11. Rang im Großen Vierkampf und bei den Olympischen Winterspielen 1956 in Cortina d’Ampezzo auf den 27. Platz über 10.000 m, auf den 14. Rang über 5000 m sowie jeweils auf den siebten Platz über 500 m und 1500 m. Bei der Mehrkampf-Weltmeisterschaft 1958 in Helsinki belegte er den 25. Platz und bei der Mehrkampf-Weltmeisterschaft 1959 in Oslo den 11. Rang im Großen Vierkampf. Letztmals international startete er bei den Olympischen Winterspielen 1960 in Squaw Valley, wobei er den 14. Platz über 1500 m und den 13. Platz über 500 m errang.

## Erfolge

### Olympische Spiele
- 1952 Oslo: 28. Platz 5000 m, 29. Platz 500 m, 30. Platz 1500 m
- 1956 Cortina d’Ampezzo: 7. Platz 500 m, 7. Platz 1500 m, 14. Platz 5000 m, 27. Platz 10.000 m
- 1960 Squaw Valley: 13. Platz 500 m, 14. Platz 1500 m

### Mehrkampf-Weltmeisterschaften
- 1955 Moskau: 21. Platz Großer Vierkampf
- 1956 Oslo: 11. Platz Großer Vierkampf
- 1958 Helsinki: 25. Platz Großer Vierkampf
- 1959 Oslo: 11. Platz Großer Vierkampf

## Persönliche Bestleistungen
| Disziplin | Zeit        | Datum            | Ort          |
| --------- | ----------- | ---------------- | ------------ |
| 500 m     | 41,3 s      | 24. Februar 1960 | Squaw Valley |
| 1000 m    | 1:28,6 min  | 6. März 1956     | Kvarnsveden  |
| 1500 m    | 2:11,8 min  | 30. Januar 1956  | Misurinasee  |
| 3000 m    | 4:51,1 min  | 19. Januar 1960  | Davos        |
| 5000 m    | 8:10,0 min  | 29. Januar 1956  | Misurinasee  |
| 10.000 m  | 17:37,3 min | 12. Februar 1956 | Oslo         |